# Skrzypy
Skrzypy, skrzypowe (Equisetidae) – takson roślin, współcześnie wyróżniany często w randze podklasy w obrębie paproci (Polypodiopsida), ale wciąż pozycja ta jest niepewna. Z powodu swej odrębności rośliny te były wyodrębniane także w randze własnej klasy (Equisetopsida, Sphenopsida), podgromady lub nawet gromady (Equisetophyta, Sphenophyta). Skrzypy były szczególnie zróżnicowane i odgrywały dużą rolę we florze karbonu i permu (od ok. 354 milionów lat do 248 milionów lat temu). Przedstawiciele o rozmiarach drzew (należące tu kalamity osiągały do 18 m wysokości) w kluczowym stopniu wpłynęli na uformowanie się złóż węgli kopalnych powstałych między 315 a 290 milionami lat. Współcześni przedstawiciele tej grupy reprezentują tylko jedną rodzinę skrzypowatych (Equisetaceae), z jednym rodzajem – skrzyp (Equisetum) obejmującym ok. 15 gatunków.

## Morfologia
Rośliny o pędach żebrowanych z kanałami powietrznymi. Liście wyrastają w okółkach, są zredukowane i zwykle zrośnięte brzegami. Zarodnie są umieszczone terminalnie na liściach zarodnionośnych mających formę trzonkowatych i promieniście spłaszczonych sporangioforów. Zarodniki zdolne do fotosyntezy, zaopatrzone są w elatery.

## Rozmnażanie
Ważną rolę w rozmnażaniu i rozprzestrzenianiu się skrzypów odgrywały i odgrywają kłącza, umożliwiające rozmnażanie wegetatywne sporofitów. Na ich częściach nadziemnych – sporofilach przekształconych w sporangiofory, skupione w kłos zarodniowy – powstają zarodniki. Zarodniki są jednakowe morfologicznie, ale różne fizjologicznie, więc wydają dwupienny gametofit, przy czym na podłożu bardziej zasobnym w składniki pokarmowe wykształcają się zazwyczaj gametofity żeńskie, w miejscach uboższych powstają gametofity męskie. Plemniki wielowiciowe zapładniają komórkę jajową, znajdującą się w rodni. Rozwija się zwykle tylko jeden zarodek sporofitu, który bez okresu spoczynkowego wyrasta w młodociany sporofit.

## Systematyka
Od lat 90. XX wieku i powstania hipotezy o linii rozwojowej monilofitów (monilophytes) obejmującej skrzypy, nasięźrzałowe, strzelichowe i paprocie, w kolejnych systemach klasyfikacyjnych skrzypy przedstawiane są w obrębie tej grupy jako klasa Equisetopsida w ujęciu Smitha i in. (2006) lub podklasa Equisetidae (m.in. system PPG I z 2016 i system Ruggiero i in. z 2015). Pozycja filogenetyczna w obrębie monilofitów / szeroko ujmowanych paproci pozostawała wówczas jednak niejasna, a kolejne jej koncepcje miały słabe wsparcie. W różnych badaniach skrzypy sytuowane były w pozycji siostrzanej względem wszystkich innych linii rozwojowych paproci. W drugim dziesięcioleciu XXI wieku liczne analizy plastydowego DNA wykazały, że skrzypy są siostrzane tylko dla nasięźrzałowych Ophioglossidae, wraz z którymi tworzą klad bazalny w obrębie paproci, i taką ich pozycję przyjęto w systemie paproci opublikowanym w 2022. Z drugiej strony analizy DNA jądrowego wskazują jednak na bazalną pozycję skrzypów. Taka sprzeczność wyników analiz DNA plastydowego i jądrowego tłumaczona jest wpływem hybrydyzacji lub introgresji na przodków tej grupy.
Pozycja systematyczna skrzypów w systemie Nitta i in. (2022)
|  | skrzypowe Equisetidae        |
|  |                              |
|  | nasięźrzałowe Ophioglossidae |
|  |                              |

|  | strzelichowe Marattiidae |
|  |                          |
|  | paprotkowe Polypodiidae  |
|  |                          |

|  | skrzypowe Equisetidae        |
|  |                              |
|  | nasięźrzałowe Ophioglossidae |
|  |                              |

|  | strzelichowe Marattiidae |
|  |                          |
|  | paprotkowe Polypodiidae  |
|  |                          |

Pozycja systematyczna skrzypów w systemie PPG I (2016)
|  | nasięźrzałowe Ophioglossidae                                                         |
|  |                                                                                      |
|  | \| \| strzelichowe Marattiidae \| \| \| \| \| \| paprotkowe Polypodiidae \| \| \| \| |
|  |                                                                                      |
|  | strzelichowe Marattiidae                                                             |
|  |                                                                                      |
|  | paprotkowe Polypodiidae                                                              |
|  |                                                                                      |

|  | strzelichowe Marattiidae |
|  |                          |
|  | paprotkowe Polypodiidae  |
|  |                          |

|  | nasięźrzałowe Ophioglossidae                                                         |
|  |                                                                                      |
|  | \| \| strzelichowe Marattiidae \| \| \| \| \| \| paprotkowe Polypodiidae \| \| \| \| |
|  |                                                                                      |
|  | strzelichowe Marattiidae                                                             |
|  |                                                                                      |
|  | paprotkowe Polypodiidae                                                              |
|  |                                                                                      |

|  | strzelichowe Marattiidae |
|  |                          |
|  | paprotkowe Polypodiidae  |
|  |                          |

Podział klasy/podklasy skrzypów
Skrzypy dzielą się na dwie duże grupy w randze rzędów – całkowicie wymarłe klinolisty Sphenophyllales i szczątkowo reprezentowane współcześnie przez jeden rodzaj skrzypowce Equisetales.
- klinolisty Sphenophyllales
- skrzypowce Equisetales